# احتجاجات يوم الضرائب المؤيدة للفلسطينيين 2024
نُظّمت سلسلة من الاحتجاجات المؤيّدة للفلسطينيّين في الولايات المتحدة في 15 أبريل (يوم الضرائب)، 2024.

## خلفية
- المظاهرات على الحرب الإسرائيلية على قطاع غزة 2023
  - احتجاجات الحرب الفلسطينية الإسرائيلية في الولايات المتحدة
- الاحتجاجات الجامعية المؤيدة لفلسطين
  - قائمة الاحتجاجات المؤيدة للفلسطينيين في الجامعات عام 2024

## المواقع والأنشطة
وشهدت المظاهرة، التي وُصفت بأنّها "يوم منسّق للاحتجاج الاقتصادي ضدّ الحرب بين إسرائيل وغزة"، مشاركة في العديد من المدن. في آن أربر، ميشيغان، سيطر الطلاب المتظاهرون على مسرح في مهرجان الربيع بجامعة ميشيغان. تمّ تنظيم مسيرة في بانجور بولاية ماين نظّمها أعضاء التّحالف من أجل فلسطين ومجموعات أخرى خارج مبنى مارغريت تشيس سميث الفيدرالي ودار المحكمة. شهدت شيكاغو مظاهرات على الطريقين I-90 وI-294، مع إغلاق حركة المرور عند مدخل مطار أوهير الدّولي.
وفي ديترويت، منع المسؤولون المؤيدين للفلسطينيين من إغلاق جسر السفير. تمّ القبض على 52 شخصًا في يوجين، أوريغون، بعد توقّف حركة المرور على طول I-5. ألقي القبض على عشرة أشخاص ووجّهت إليهم تهمة السّلوك غير المنضبط في ميدلتاون بولاية كونيتيكت، بعد أن قيّدوا أنفسهم بالسّلاسل وأغلقوا مداخل مصنع برات اند ويتني. ووقعت اعتقالات في مدينة نيويورك، حيث عبر المتظاهرون جسر بروكلين. وشهدت فيلادلفيا 67 عملية اعتقال. في بورتلاند، مين، تم تنظيم احتجاج خارج موقع كي بنك. أغلق المتظاهرون في سان أنطونيو مدخل مقرّ فاليرو. تمّ القبض على سبعة أشخاص في سانت تشارلز بولاية ميسوري.

### كاليفورنيا
في لونج بيتش، أقيمت مسيرة خارج قاعة المدينة.
في لوس أنجلوس، نظّم الطّلاب احتجاجًا في جامعة جنوب كاليفورنيا كما نظّمت SJP مسيرة في كلية أوكسيدنتال.
شهدت أوكلاند مظاهرة على I-880.
وفي سان فرانسيسكو، تمّ إغلاق جسر البوابة الذهبية.
وفي سان دييغو، سار المتظاهرون من مركز إدارة المقاطعة إلى ساحة سان دييغو.

### فلوريدا
ووقعت اعتقالات في ميامي حيث حاول المتظاهرون إغلاق مدخل ميناء ميامي.
تجمّع مثليو وسط فلوريدا من أجل فلسطين والفرع المحلي للاشتراكيين الديمقراطيين الأمريكيين، من بين مجموعات أخرى، خارج مكتب الخدمة البريدية للولايات المتحدة في وسط مدينة أورلاندو.
وكانت هناك أيضًا مظاهرة في تامبا.

### واشنطن
في سيتاك، واشنطن، تم إغلاق جميع الممرّات المؤدّية إلى مطار سياتل تاكوما الدولي.
في سياتل، تجمّع النّاس خارج ملعب هاسكي بالقرب من محطّة السكك الحديدية الخفيفة بجامعة واشنطن لينك.
وكانت هناك أيضًا مظاهرة في سبوكين.